# Євланов Артем Володимирович
Артем Володимирович Євланов (нар. 18 червня 1984, Донецьк, Українська РСР) — український футболіст, півзахисник.

## Клубна кар'єра

### Ранні роки
Вихованець донецького «Шахтаря». Окрім «гірників» у ДЮФЛУ виступав також за дніпропетровський «Дніпро». У професіональному футболі дебютував 31 березня 2001 року в поєдинку 17-о туру групи Б Другої ліги «Дніпро-3» (Дніпропетровськ) — «Оболонь-ППО» (Київ) (1:2). Артем вийшов на поле на 69-й хвилині, замінивши Віталія Терещука. Дебютним голом на професіональному рівні відзначився 19 травня 2001 року на 27-й хвилині поєдинку «Дніпро-3» (Дніпропетровськ) — «Гірник-спорт» (Комсомольськ). Євланов вийшов на поле в стартовому складі, а на 46-й хвилині його замінив Артем Підгайний. У складі третьої команди «Дніпра» в Другій лізі зіграв 16 матчів (1 гол). У першій половині травня 2001 року зіграв 2 поєдинки за «Дніпро-2» у Першої ліги чемпіонату України. Також грав за «Дніпро-4» у чемпіонаті Дніпропетровської області.

### «Металург-2» (Донецьк)
У 2002 році потрапив до клубної структури донецького «Металурга». Проте виступав виключно за другу команду «металургів», у футболці якої дебютував 10 квітня 2002 року в нічийному (1:1) виїзному поєдинку 21-о туру групи В Другої ліги проти ровеньківського «Авангарду». Артем вийшов на поле на 82-й хвилині, замінивши Віктора Козія. Дебютував у футболці «Металурга-2» 8 вересня 2002 року на 73-й хвилині програного (1:5) домашнього поєдинку 6-о туру групи В Другої ліги проти дніпродзержинської «Сталі». Євланов вийшов на поле в стартовому складі та відіграв увесь матч. У складі «Металурга-2» провів два з половиною сезони, за цей час у Другій лізі зіграв 43 матчі та відзначився 4-а голами.

### Бананц
У 2004 році виїхав до Вірменії, де підписав контракт з вищоліговим «Бананцом». У команді провів два сезони, за цей час у «вишці» зіграв 32 матчі (3 голи), ще 10 матчів (2 голи) провів у кубку Вірменії, у 2004 році також провів 2 матчі в Лізі Європи (обидва поєдинки проти маріупольського «Іллічівця»).
У 2005 році повернувся до України, де підписав контракт з «Закарпаттям». Дебютував у футболці ужгородського клубу 12 липня 2005 року в нічийному (0:0) виїзному поєдинку 1-о туру Вищої ліги проти полтавської «Ворскли». Артем вийшов на поле на 81-й хвилині, замінивши Сергія Рожка У складі «закарпатців» зіграв 2 матчі у Вищій лізі (та 3 матчі у першості дублерів), а також 1 матч у кубку країни.

### Вояж до Словаччини
У 2005 році знову залишив територію України та переїхав до сусідньої Словаччини. Підписав контракт з друголіговим «Земплін» (Михайлівці), за який виступав до завершення сезону 2009/10 років. У 2007 році виступав за аматорський клуб «Словхліб». У січні 2008 року побував на перегляді в «Зорі», проте луганцям не підійшов. У першій частині сезону 2010/11 років перебував на контракті у пряшівському «Татрані», у складі якого зіграв 1 поєдинок у словацькій Суперлізі. Другу половину сезону провів в аматорському «Словхлібі».

### «Титан» та «Олімпік»
У липні 2011 року приєднався до «Титану». Дебютував у футболці армянського клубу 16 липня 2011 року в програному (1:5) виїзному поєдинку 1-о туру Першої ліги проти запорізького «Металурга». Євланов вийшов на поле на 46-й хвилині, замінивши Ігора Солнцева. Дебютним голом за «Титан» відзначився 5 вересня 2011 року на 57-й хвилині переможного (3:1) домашнього поєдинку 9-о туру Першої ліги проти донецького «Олімпіка». Артем вийшов на поле на 57-й хвилині, замінивши Костянтина Візьонка. У складі «Титану» зіграв 22 матчі (2 голи), ще 1 поєдинок провів у кубку України.
Наприкінці лютого 2013 року підписав контракт з «Олімпіком», проте в складі донецького клубу не зіграв жодного офіційного поєдинку.

### «Авангард» та завершення професіональної кар'єри
У 2013 році захищав кольори шахтарського «Аяксу».
1 травня 2014 року перейшов в «Авангард». Дебютував за краматорський клуб 3 травня 2014 року в нічийному (0:0) виїзному поєдинку 26-о туру Першої ліги проти головківського «УкрАгроКому». Артем вийшов на поле на 85-й хвилині, замінивши Сергія Козаченка.
З серпня 2014 року був безробітним, намагався працевлаштуватися в Києві футбольним тренером. Потім повернувся до окупованого росіянами Донецьку, де пішов на співпрацю з бойовиками та місцевими колаборантами. З 2016 року захищає кольори т. зв. клубу «Побєда» (Донецьк), у складі якого виступав у Континентальній футбольній лізі.

## Кар'єра в «збірній»
Виступав за збірну т. зв. ДНР, за що від ФФУ отримав пожиттєву дискваліфікацію, також потрапив до бази сайту «Миротворець».